# Р-13-300
Р-13-300 – авиационный турбореактивный двигатель. Серийно выпускался на АО «Уфимское моторостроительное ПО» с 1968 по 1986 годы. Устанавливался на ряд модификаций МиГ-21 (МиГ-21СМ, МиГ-21СМТ, МиГ-21МФ) и Су-15М, Су-15ТМ.

## Конструкция
Двигатель с форсажной камерой выполнен по двухвальной схеме с трёхступенчатым КНД и пятиступенчатым КВД. Форсажная камера с радиально-кольцевыми стабилизаторами имеет теплозащитный экран, перфорированный отверстиями малого диаметра.

## Модификации
- Р13Ф-300 – на двигателе установлена  новая форсажная камера с тремя кольцевыми стабилизаторами и дополнительный форсажный насос. Сопло имеет дополнительный теплозащитный экран. Эти конструктивные изменения позволяют эксплуатацию двигателя в «чрезвычайном режиме» (режим повышенной форсированной тяги).
- Р13Ф2-300 – с максимальной тягой 6600 кгс предназначен для Су-15ТМ.

Р13-300 производился в Китае с 1978 года под обозначением WP-13. Предназначался для установки на самолёты F-7 и F-8. Известны следующие модификации:
- WP-13A II – в двигателе введено охлаждение лопаток турбины высокого давления, модифицированы камера сгорания и форсажная камера. Длина двигателя больше на 550 мм, а масса меньше на 10 кг.
- WP-13F – повышена степень сжатия в компрессоре, увеличился расход воздуха. Устанавливался на истребителе F-7MG.

На основе двигателя также был разработан турбореактивный двигатель Р-95Ш для штурмовика Су-25.